# Kungsängsgatan

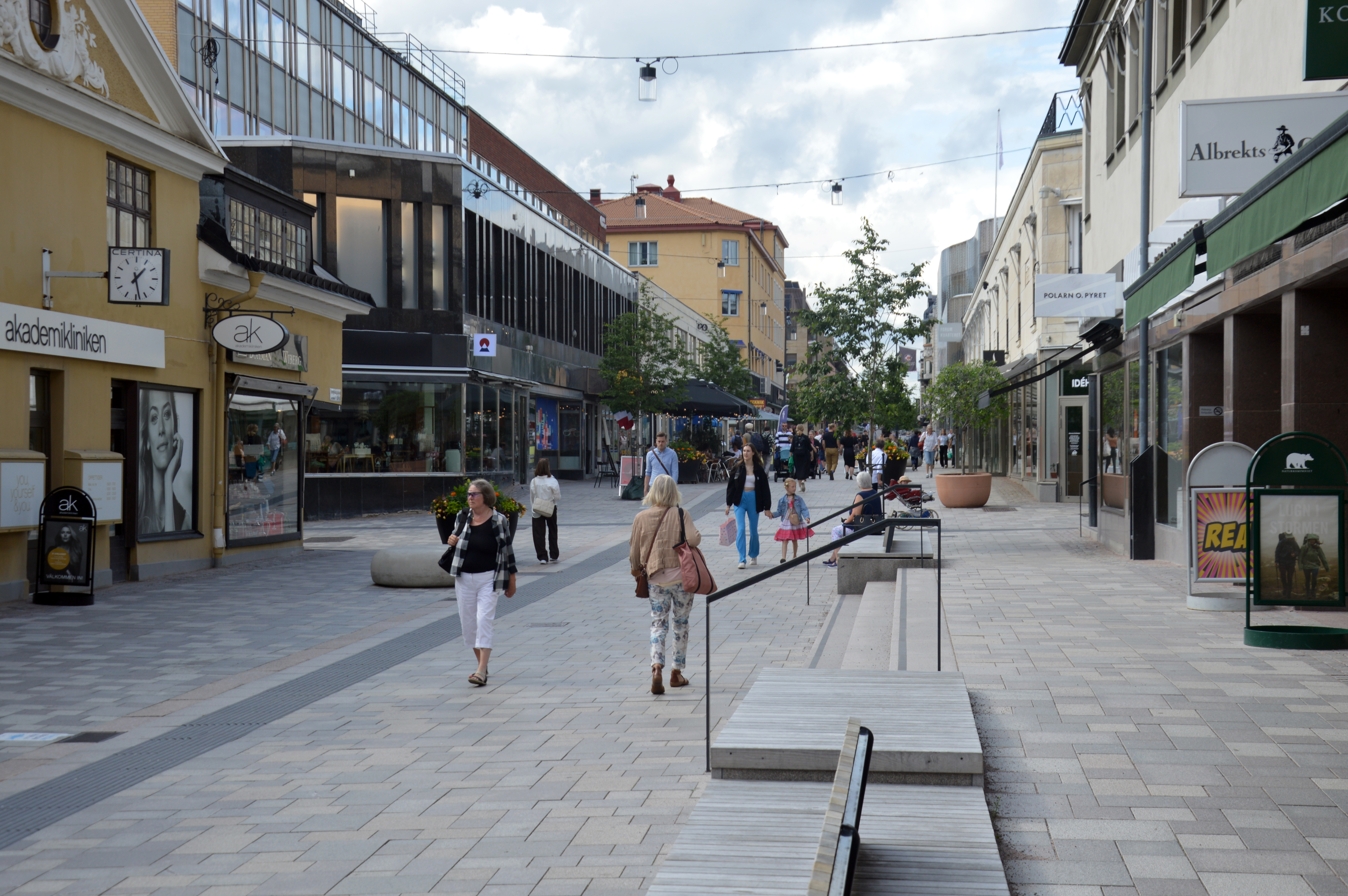
Kungsängsgatan, 2022.

Kungsängsgatan är en gata i Uppsala. Den går mot sydost från Stora torget i centrala Uppsala och fortsätter med ett avbrott till Kungsängens industriområde. Från Stora torget till Bangårdsgatan är gatan gågata. Längs med gågatan ligger många butiker, inklusive ett varuhus. Där finns även en galleria. Gatan lades ut vid stadsregleringen 1643, med syfte att skapa en siktlinje längs vägen från Danmarks kyrka mot domkyrkan, och utgöra den södra delen av den sydost-nordvästliga huvudaxeln genom staden (den norra delen blev Svartbäcksgatan). Funktionen som infart från sydost har dock övertagits av Kungsgatan. Gatan hette från början Stora Konungsgatan.
Den del av Kungsängsgatan som är känd som Södra gågatan tilldelades 2022 Stenpriset.